# Sebastián Domínguez
Sebastián Enrique Domínguez (ur. 29 lipca 1980 w Buenos Aires) – argentyński piłkarz pochodzenia włoskiego występujący na pozycji środkowego obrońcy, reprezentant Argentyny, trener piłkarski.